# Stone Cold Crazy
Pistes de Sheer Heart Attack
In the Lap of Gods
(7) Dear Friends
(9)
Stone Cold Crazy est une chanson de Queen paru sur l'album Sheer Heart Attack en 1974. Bien que non sorti en single, elle figure dans certaines compilations du groupe.
Freddie Mercury a joué une première version à la fin des années 1960 avec son premier groupe, Wreckage. C'était la première chanson que Queen joua en live en 1970, mais elle subit de nombreux changements musicaux et des paroles avant d'être enregistré, ce qui permet au groupe d'être crédité.
Cette chanson est parfois considérée comme étant le premier morceau de speed metal.

## Reprises
- Le groupe Metallica a repris Stone Cold Crazy en 1998. Cette chanson fait partie de l'album Garage Inc., qui est d'ailleurs exclusivement constitué de reprises.